# Lampona airlie
Lampona airlie is een spinnensoort uit de familie Lamponidae. De soort komt voor in Queensland.